# Laura Dahm
Laura Dahm (* 23. Januar 1986 in Viersen) ist eine deutsche Fernsehmoderatorin und Journalistin.

## Leben und Karriere
2010 startete Dahm ihre Karriere bei Radio Vest. 2012 wechselte sie zum Lokalsender Radio MK und moderierte die Chartshow „Chartbeat“.  Seit 2013 berichtet sie beim Sender 1LIVE über Boulevard- und Modethemen.
Seit 2014 ist Dahm auch im Fernsehen tätig. Für den Westdeutschen Rundfunk war sie bis 2016 als Außenreporterin für die Lokalzeit Ruhr und die Aktuelle Stunde im Einsatz. Von 2016 bis 2017 moderierte sie für den Sender ONE die tägliche Sendung Popdate. 2018 erfolgte der Wechsel zum Sender VOX. Dort moderiert sie seit Dezember im Wechsel mit Amira Pocher das Boulevardmagazin Prominent!. Von 2020 bis 2021 war sie vertretungsweise als Society-Expertin in Guten Morgen Deutschland zu sehen. 2021 moderierte sie das Morgenmagazin Guten Morgen Deutschland auch vertretungsweise. 2023 trat sie beim RTL Turmspringen an und belegte zusammen mit Janique Johnson den 3. Platz im Synchron-Springen. Seit dem August 2024 moderiert Laura Dahm auch die junge Nacht der ARD aus dem 1LIVE Haus in Köln. Das Format wird bei den jungen ARD Wellen (1LIVE, DasDing, Fritz, MDR Sputnik, Njoy, UnserDing, Youfm) ausgestrahlt.